# 멜로디 손턴
멜로디 손턴(Melody Thornton, 1984년 9월 28일 ~ )은 미국의 가수이며, 걸 그룹 푸시캣 돌스의 전 멤버이다. 2010년 팀을 탈퇴했으며, 2019년 팀 재결합 때에도 참여하지 않았다.

## 생애
멕시코계 엄마와 아프리카계 미국인 아빠 사이에서 태어났다.

## 음반 목록

### 믹스테잎
- P.O.Y.B.L (2012)